# Trek (fiets)
Trek Bicycle Corporation (vaak afgekort tot Trek) is de grootste fietsenproducent van de Verenigde Staten. Het hoofdkantoor is gevestigd in Waterloo (Wisconsin) waar Trek in 1976 is gestart. In Nederland is het kantoor voor de Benelux gevestigd in Harderwijk en het Europees distributiecentrum in Wijchen.

Trek produceert fietsen, fietsonderdelen en fietsaccessoires. Trek Bicycle Corporation voert niet alleen het merk Trek, ook Gary Fisher, Bontrager, Klein, Villiger en Diamant zijn onderdeel van het bedrijf. Door de grote verscheidenheid aan producten en de constante doorontwikkeling is Trek wereldwijd marktleider op het gebied van fietsen. In totaal worden de fietsen, onderdelen en accessoires van Trek in meer dan 90 landen verkocht.
Trek betekent tocht/reis. Dit komt uit het Afrikaans en is afgeleid van het Nederlands.

## Lance Armstrong
Nadat eind 1996 bij Lance Armstrong kanker werd geconstateerd, liet zijn Europese team hem in 1997 vallen. Trek en het US Postal team contracteerden hem, ondanks dat het niet duidelijk was of de voormalige wereldkampioen ooit nog op topniveau ging kunnen rijden. In 1999 werd Armstrong de eerste Amerikaan die de Ronde van Frankrijk won met een Amerikaans team, op een Amerikaanse fiets. In 2005 scheef Armstrong geschiedenis door voor de zevende opeenvolgende keer de Tour de France te winnen, op een standaard Trek-fiets. Dit werd, zoals hij had aangekondigd, zijn laatste jaar als professioneel wielrenner. In september 2008 kondigde Armstrong aan om vanaf 2009 toch weer te gaan wielrennen. Dit keer voor Team Astana, tevens gesponsord door Trek. Vervolgens stapte Armstrong in 2010 over naar Team Radioshack, om zijn laatste Tour de France te rijden.

## Geschiedenis

### De beginjaren
- 1975: Trek Bicycles wordt opgericht door Richard (Dick) Burke en Bevel Hogg.
- 1976: In een gehuurde rode schuur in Waterloo (Wisconsin) wordt met 5 man personeel van start gegaan met de productie van handgemaakte stalen tourframes.
- 1977: Penn Cycle in Minneapolis (Minnesota) wordt de eerste officiële Trek dealer. Later wordt naar de eigenaar van deze winkel, Elmer P. Sorenson, een onderscheiding voor Trek dealers vernoemd.

### Een echt bedrijf
- 1980: Nu de omzet bijna 2 miljoen dollar bedraagt en de vraag naar handgemaakte tourframes blijft stijgen, is het nodig om te verhuizen. Trek laat, na de oogst, een nieuw pand bouwen op een nabij gelegen maisveld. Dick Burke geeft later aan dat pas na deze verbouwing Trek Bicycle Corporation een echt bedrijf werd. Ook gaat Trek vanaf dit moment niet alleen frames, maar ook complete fietsen produceren en verkopen.
- 1982: Trek komt tegemoet aan de stijgende vraag naar andere type fietsen. De eerste series Trek racefietsen worden geboren: De 750 en 950, met lichtgewicht Reynolds en Columbus buizensets.
- 1983: De mountainbike-rage breekt uit. Trek gaat hierin mee en ontwerpt de 850 serie, een stevige stalen mountainbike.
- 1984: Om dealers te kunnen voorzien van een breed scala aan onderdelen en accessoires wordt de Trek Component Group opgericht. Deze catalogus groeit binnen 20 jaar van 12 naar 754 pagina’s. De TCG is momenteel nog steeds een belangrijk onderdeel van de verkoopactiviteiten van Trek.
- 1985: Geïnspireerd door de ruimtevaarttechnologie, maakt Trek de eerste racefiets van gelaagd aluminium: de 2000.

### Wederopbouw
- 1986: Trek komt in een crisis terecht wanneer blijkt dat de 2000 veel productiefouten vertoont. Bevel Hogg verlaat Trek Bicycle Corporation en Dick Burke neemt de leiding over. Hij gooit het roer om met een nieuwe missie. Managers worden de werkvloer op gestuurd en werken samen met de lassers aan het oplossen van de productieproblemen. Binnen een jaar draait Trek beter dan ooit.
- 1987: De lichtgewicht 2300 wordt gelanceerd. Dit is de eerste fiets met een voordriehoek van 3 carbon buizen.
- 1988: Trek introduceert een eigen kledinglijn voor fietsers: Trek Wear.

### De wijde wereld in
- 1989: Een belangrijk jaar voor Trek. De eerste kantoren in Europa worden geopend in Duitsland en Groot-Brittannië. Ook komt Trek met het eerste monocoque carbon frame van slechts 1,5 kg. Deze frames worden echter niet in de fabriek van Trek gemaakt en al snel blijkt dat de externe frameleverancier niet aan de kwaliteitsnormen van Trek kan voldoen. De 5000 blijkt geen succes, maar voortaan houdt Trek Bicycle Corporation het gehele productieproces binnen de eigen organisatie.
- 1990: Trek komt met haar eerste hybride fiets, de MultiTrack. Ook brengt Trek de eerste volledige kinderlijn met fietsen en accessoires uit.
- 1991: Bikeurope BV, oftewel Trek Benelux, wordt geopend in Amersfoort.
- 1992: Trek introduceert de OCLV (Optimum Compaction, Low Void) carbon technologie. Met dit gepatenteerde proces bouwt Trek frames die de kwaliteitsnormen voor de ruimtevaart ruimschoots overtreffen. De 5500 en de 5200 zijn ’s werelds lichtste productie-raceframes. In 1999 zal Lance Armstrong de Tour de France winnen op een 5500. De 5200 wordt een van de best verkochte fietsen ooit.

Met de 9000 serie wordt ook een ander revolutionair systeem geïntroduceerd: de eerste full suspension mountainbike.
- 1993: Het populaire merk Gary Fisher, opgericht door en vernoemd naar mountainbikepionier Gary Fisher wordt opgenomen binnen Trek Bicycle Corporation.

Niet veel later komt de Trek 9900 op de markt, ‘s werelds lichtste productie-mountainbike frame van slechts 1,29 kg, gemaakt van OCLV carbon.
- 1995: Een belangrijk jaar voor Trek. De Y-bike full suspension mountainbike, wederom een OCLV carbon product, zet de markt op zijn kop. Deze mountainbike wint onder andere een “Outstanding Design and Engineering Award” van het gerenommeerde vakblad “Popular Mechanics”.

Ook neemt Trek Bicycle Corporation de bedrijven Klein Bicycles en Bontrager Cycles over.
- 1996: Volkswagen en Trek bundelen hun krachten en starten het Trek Volkswagen mountainbiketeam. Dit valt samen met de introductie van de Trek Jetta. Een auto die, vooral in Amerika, vaak wordt aangeboden in combinatie met een Trek Jetta fiets. Dit is het eerste samenwerkingsproject tussen een auto- en een fietsenfabrikant.

### De Lance Armstrong jaren
- 1997: Nadat bij Lance Armstrong kanker wordt ontdekt, laat zijn huidige team hem vallen. Lance tekent een contract bij het door Trek gesponsorde U.S. Postal Service Pro Cycling Team.
- 1998: Trek opent haar eerste fabriek in Europa, in Carlow (Ierland).

Dick Burke treedt af als directeur van Trek Bicycle Corporation. Zijn zoon, John Burke (die al jaren actief is binnen het bedrijf) neemt het van hem over.
- 1999: Lance Armstrong wint zijn eerste Tour de France, op een Trek 5500.
- 2000: De invloed van vrouwen in de fietswereld wordt steeds groter. Om aan hun behoefte te kunnen voldoen, lanceert Trek een speciale WSD (Women’s Specific Design) lijn van fietsen en accessoires.
- 2001: Trek introduceert het programma “Project One”. Hiermee kunnen consumenten zelf de kleur van hun fiets en specifieke onderdelen selecteren.
- 2002: Inspelend op de groeiende belangstelling voor fietsvakanties, wordt Trek Travel geopend.
- 2003: Trek neemt het Zwitserse Villiger en het Duitse Diamant over. Hierna wordt de fabriek in Carlow gesloten en gaat de productie over naar Hartmannsdorf (Duitsland).

Op verzoek van Lance Armstrong wordt de aerodynamische OCLV carbon Madone ontworpen.
- 2004: Lance Armstrong wint voor de zesde keer de Tour de France, dit keer op een pre-productie model Madone SL. Hiervoor heeft Lance zelf een kleurenschema opgesteld via Project One, genaamd “La Plata Negra”. Dit wordt een populair kleurenschema voor productiefietsen.
- 2005: Lance Armstrong kondigt aan dat dit zijn laatste seizoen zal zijn en doet iets onvoorstelbaars: voor de zevende keer op rij wint hij de Tour de France. Iets wat nog nooit iemand anders is gelukt.
- 2007: Inspelend op de stijgende olieprijzen, de steeds drukker wordende wegen en de bezorgdheid om milieu en gezondheid, start Trek het programma “1 World 2 Wheels“, bedoeld om meer mensen op de fiets te krijgen en meer fietsgelegenheid te creëren.
Alberto Contador wint de Tour de France voor de eerste keer. Hij rijdt op de Madone bij het door Trek gesponsorde Discovery Channel.
- 2008: Richard (Dick) Burke komt, na een ingrijpende hartoperatie te overlijden. Hij is 73 geworden.

Lance Armstrong kondigt aan in 2009 toch zijn carrière weer op te pakken. Dit mede om alle geruchten over doping de kop in te drukken. Hij tekent bij het Astana Cycling Team, maar zal al zijn opbrengsten doneren aan zijn organisatie LiveStrong.
- 2009: Alberto Contador wint de Tour voor de tweede maal. Het bleek een spannend gevecht tussen de nummer 1 (Contador) en 2 (Armstrong) bij Astana. Armstrong wordt 3e na Andy Schleck.
- 2010: Armstrong kondigt nu definitief zijn laatste Tour aan. Hij rijdt bij het door hemzelf opgerichte Team RadioShack waarvan Trek fietssponsor wordt.
- 2011: Armstrong zal voor het laatst rijden in de Tour Down Under bij Team RadioShack. Op 6 januari vindt de presentatie plaats van het dan toe onder de naam opererende Luxembourg Pro Cycling Project. Daarbij presenteert Trek zich als cosponsor van Team Leopard-Trek en zal dit team ook van materiaal gaan voorzien.

### Hoofdsponsor
- 2014: Trek wordt hoofdsponsor van het nieuwe wielerteam Trek Factory Racing, nadat het de ProTourlicentie van Team Leopard-Trek overkocht. Alle banden met het voormalige management uit de Lance Armstrongjaren, waaronder manager Johan Bruyneel worden verbroken.

## Merken binnen Trek Bicycle Corporation
- Trek
- Klein
- Gary Fisher
- Diamant (Duitsland)
- Villiger (Zwitserland)
- Bontrager (alleen onderdelen)
- Electra Bicycle